# Triana (Séville)
Pour les articles homonymes, voir Triana.
Triana est un des onze districts de la ville andalouse de Séville, en Espagne.
Le district est connu pour être traditionnellement un quartier d'artisans, spécialisé notamment dans l'art de la poterie et des azulejos. Il est également célèbre pour ses toreros (Juan Belmonte, Antonio Montes, Manuel "Chicuelo" Jimenez Moreno,…), ses chanteurs et ses danseurs de flamenco, dont il est considéré comme le berceau. Triana a longtemps été le quartier gitan de Séville. Ils ont été expulsés vers les banlieues dans les années 1970, avec la pression du développement immobilier.

## Situation
Il est situé à l'ouest de la ville, sur l'île fluviale de la Cartuja. Il est limité à l'ouest par le Guadalquivir et les communes de Camas, de Tomares et de San Juan de Aznalfarache, au sud par le district de Los Remedios, à l'est par la darse du Guadalquivir et les districts Nord, Macarena et Casco Antiguo et au nord par la commune de Santiponce. Depuis le centre de Séville, on y accède notamment par le pont Isabelle II, que les Sévillans appellent d'ailleurs pont de Triana.

## Quartiers
- Barrio León (3 621 habitants)
- El Tardón - El Carmen (8 964 habitants)
- Triana Casco Antiguo (7 431 habitants)
- Triana Este (15 013 habitants)
- Triana Oeste (18 182 habitants)[4],[5].

La Castellane, région non habitée de Seville, uniquement occupée par des entreprises, des écoles et par un parc d'attraction, fait partie du quartier de Triana Oeste. La Cartuja aurait dû en être séparée en 2010 pour former un douzième district, mais cette scission n'a  finalement pas eu lieu.

## Étymologie
Plusieurs hypothèses existent quant à l'origine du nom Triana. Traditionnellement, on l'attribue à son passé de colonie romaine fondée par Trajan, empereur né à Italica. Selon d'autres sources, Triana proviendrait de tria (trois en latin, au féminin) et ana (rivière pour les Celtibères). Le Guadalquivir se divisait en trois à cet endroit et Triana serait donc la terre des trois rivières.

## Histoire

### De l'Antiquité à la Reconquista
Selon la légende, la déesse Astarté, fuyant la persécution amoureuse d'Hercule (fondateur mythologique de la ville de Séville), se réfugia sur l'autre rive du Guadalquivir et fonda Triana
.
Les premières traces de civilisation dans la zone de Triana, attestées par des vestiges romains, datent de l'Antiquité
. La zone connut une augmentation importante de sa population à l'époque musulmane, organisée autour du palais qui devient par la suite le château de San Jorge, construit au Xe siècle. L'importance croissante de ce faubourg de Séville s'explique par sa position stratégique, permettant de surveiller le Guadalquivir (à l'est avant sa déviation en 1948) et de servir de porte d'entrée pour les céréales et les produits de la vigne et des oliveraies d'El Aljarafe à l'ouest. Triana était le dernier rempart avant d'atteindre les murailles ouest de la ville et le passage obligé entre la ville et Huelva. La construction d'un pont flottant, en 1171, par le calife Abu Yaqub Yusuf, permit de connecter Triana à la ville de Séville et d'accélérer la croissance urbaine de la zone ainsi que son activité portuaire.
Après la reconquête de la ville par Ferdinand III de Castille en 1248, le château devint le siège de l'ordre de San Jorge et la première paroisse de Séville. En 1481, sous le règne des Rois catholiques, il devint le siège du Tribunal de l'Inquisition et le resta jusqu'en 1626, contribuant au développement du quartier.

### XVeetXVIesiècles- la Course aux Indes
Après la découverte de l'Amérique par Christophe Colomb en 1492, commença une période d'exploration et de colonisation appelée la Course aux Indes. Séville se trouvant à l'intérieur des terres, au bout d'une voie fluviale de 80 km rendant toute attaque impossible, elle n'eut pas de mal à asseoir son rôle dans le commerce avec l'Amérique. Débuta alors pour la ville une période de richesse qui ne devait cesser que le siècle suivant. Des quais sévillans partirent quasiment toutes les expéditions d'exploration de la première moitié du XVIe siècle, notamment celles de Diego de Lepe, Alonso de Ojeda, Diego de Nicuesa et Pedrarias Dávila. En 1564 fut établie officiellement l'organisation navale qui domina la course aux Indes durant la fin du XVIe siècle et une grande partie du XVIIe siècle. Séville devint le point de départ et d'arrivée officiel des expéditions annuelles pour la Nouvelle-Espagne et la Tierra Firme. En 1569 fut ouverte, après approbation royale, l'Université et Confrérie des Navigants et Pilotes de la route des Indes. Association des professions de la mer, elle avait en outre un rôle d'assistance et s'occupait des affaires techniques et professionnelles de la route des Indes. Elle demeura à Triana jusqu'à ce que fut inauguré en 1681 le Collège Séminaire de l'Université des Navigants, dans le Palais de San Telmo, sur l'autre rive du fleuve.
Durant cette époque de splendeur, la totalité de l'activité portuaire de Séville était concentrée à l'Arenal, un terrain se trouvant sur la rive gauche du fleuve entre la Torre del Oro et la porte de Triana. Peu à peu se développa dans les quartiers du port, sur les deux rives du fleuve, une activité artisanale en relation avec le port et la marine : on trouvait à Triana des bateliers, des pêcheurs, quarante fours de potiers et de céramistes, des couteliers, des alfatiers et des charretiers. On y trouvait en outre des poudreries et des savonneries. Les fours de Triana fabriquaient alors le bizcocho, pâte cuite représentant l'aliment de base des marins lors de leurs traversées. De plus, la plupart des marins s'installèrent dans le quartier.

### XIXeetXXesiècles
Entre 1845 et 1852 fut construit le Pont Isabelle II, qui remplaça le pont flottant.
la proximité de Triana avec le fleuve provoqua plusieurs inondations, et ce depuis l'Antiquité. Celles de 1435, 1440, 1545 et 1554 furent particulièrement importantes, les deux dernières détruisant plus de 200 maisons. Les importants travaux effectués au XXe siècle, qui menèrent à la déviation du fleuve à l'ouest de la ville et à la création d'une darse entre Triana et le centre de Séville, mirent un terme aux crues en 1948.

## Description

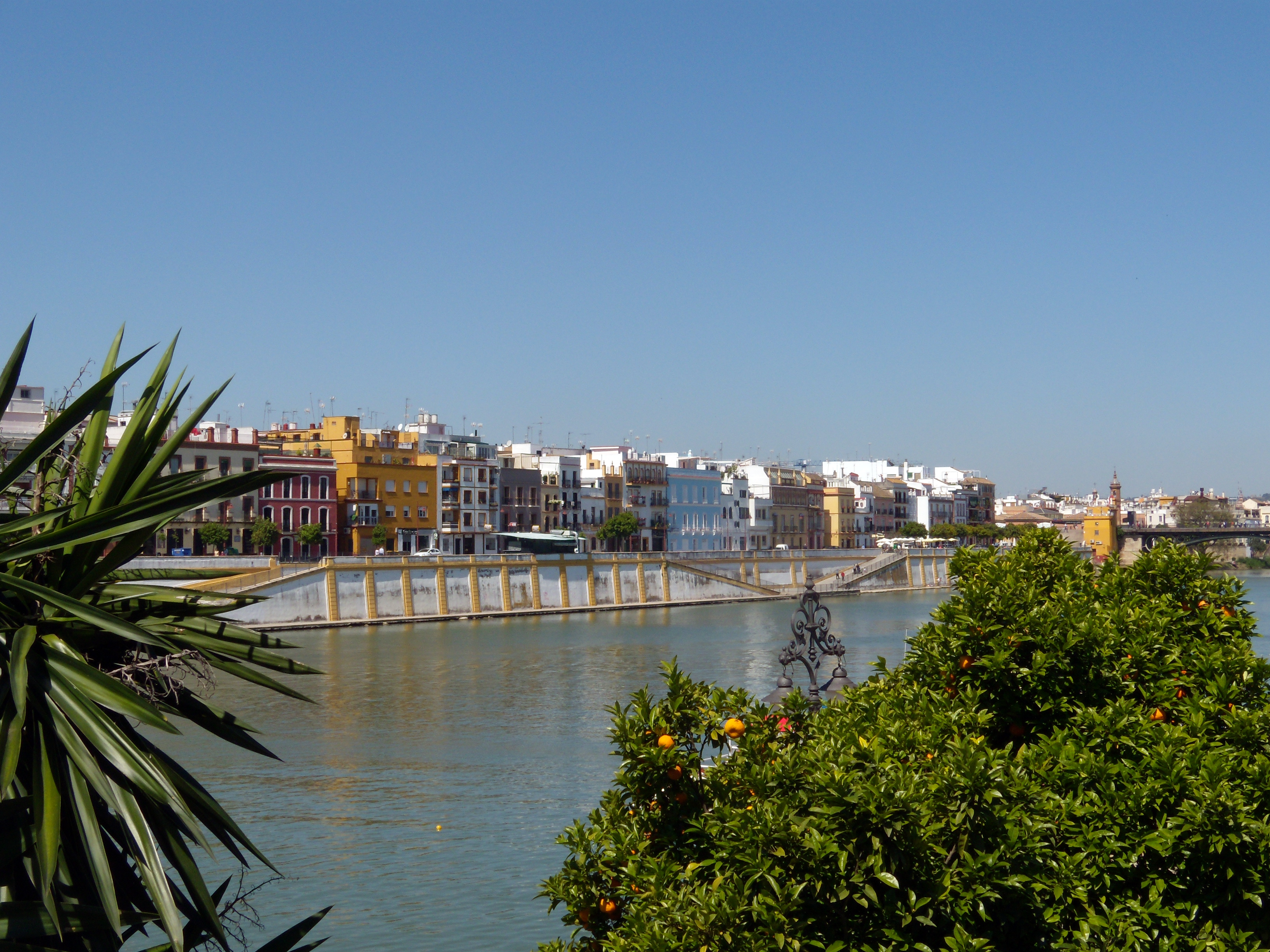
Les immeubles colorés de la rue Betis, balcon de Triana sur la darse du Guadalquivir.

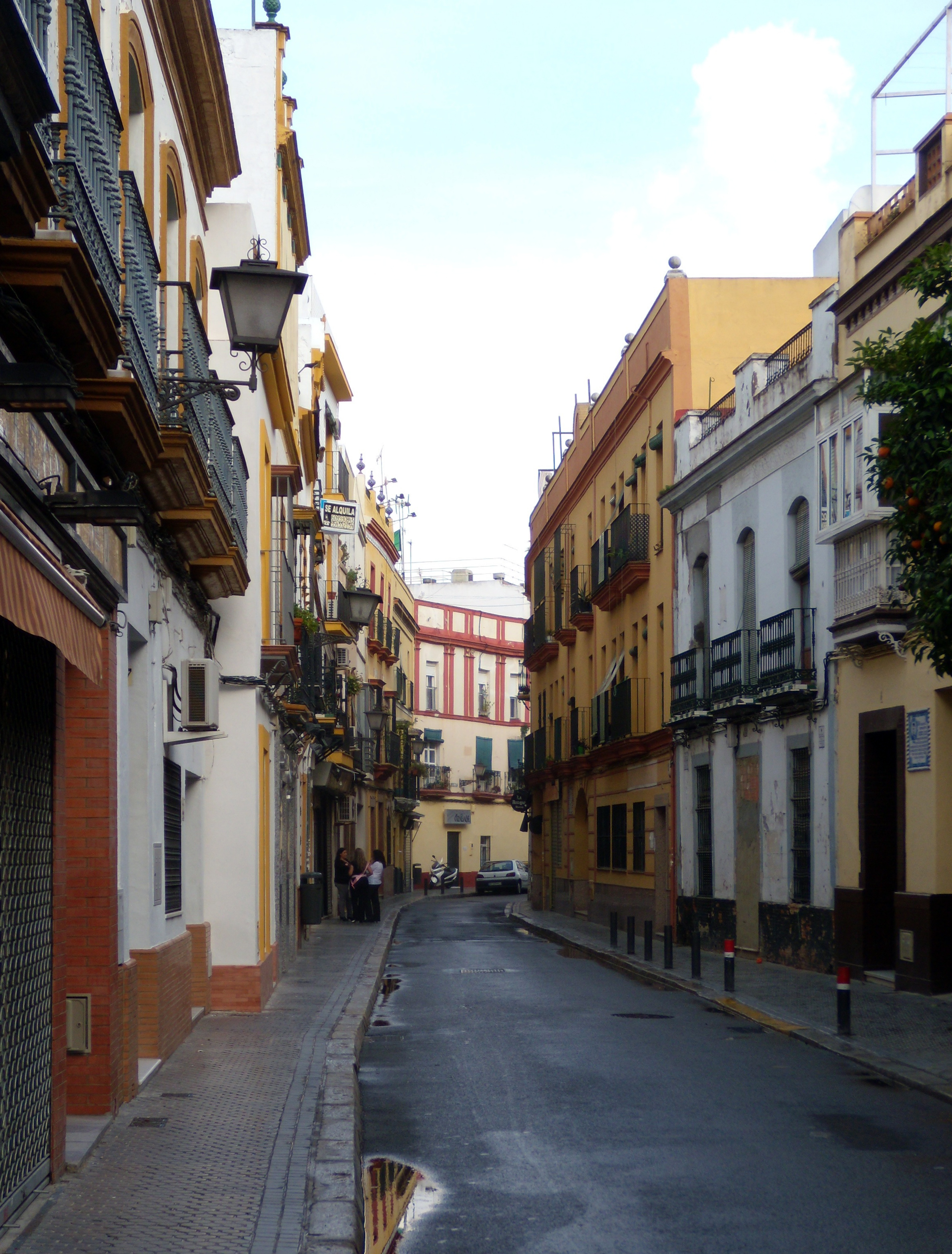
La rue Pureza, typique du district de Triana

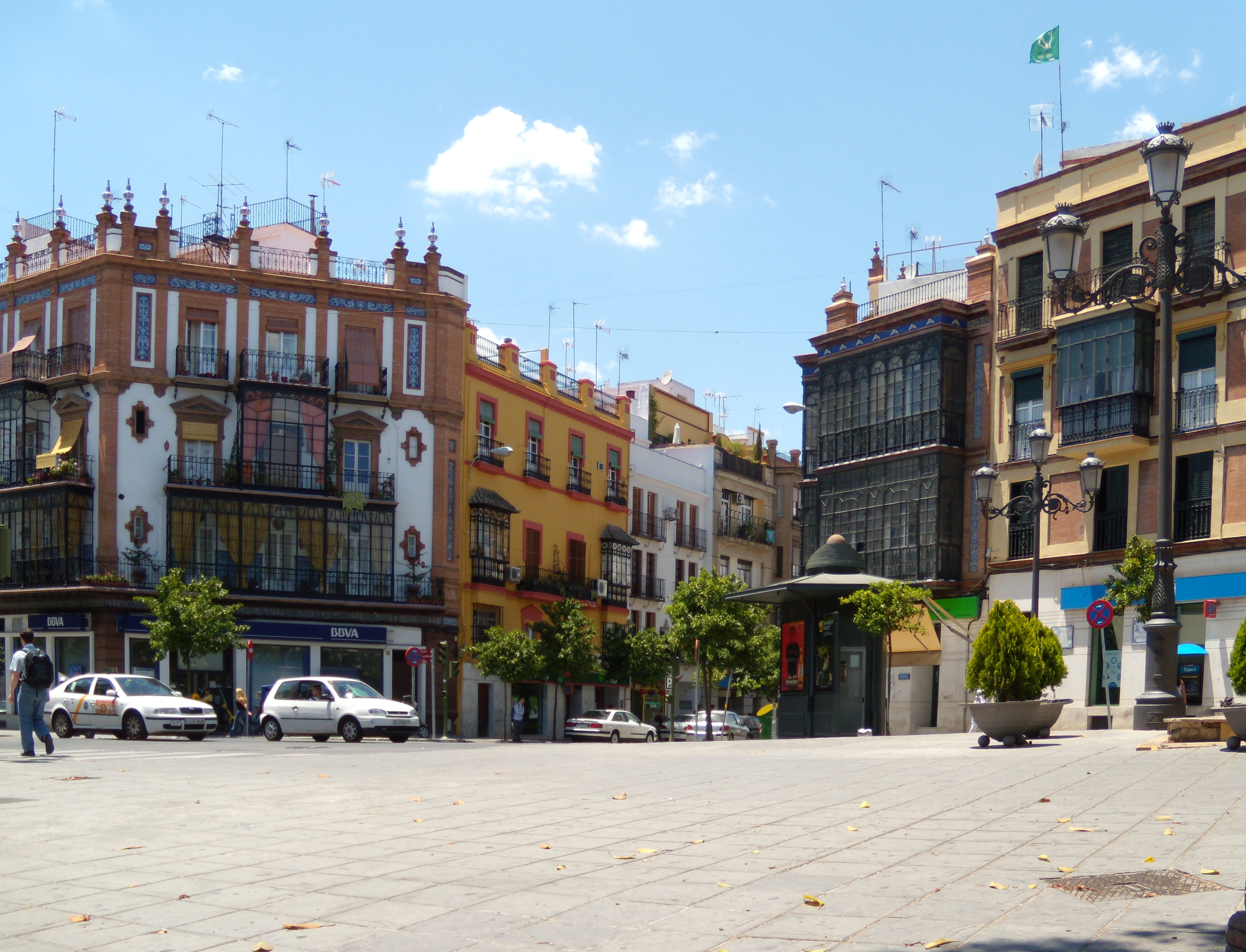
La Plaza del Altozano

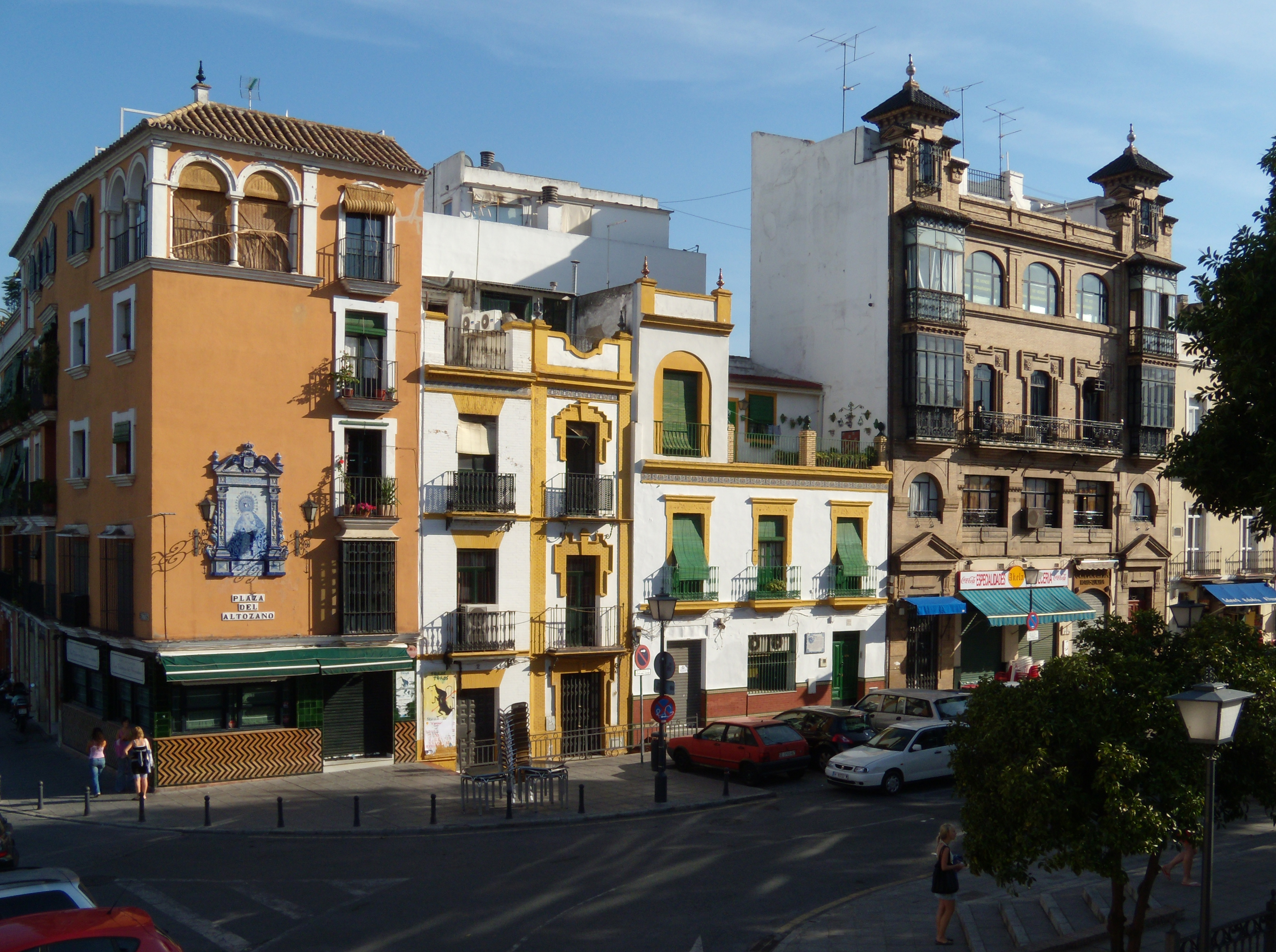
La Plaza del Altozano, avec le début de la rue Betis à gauche

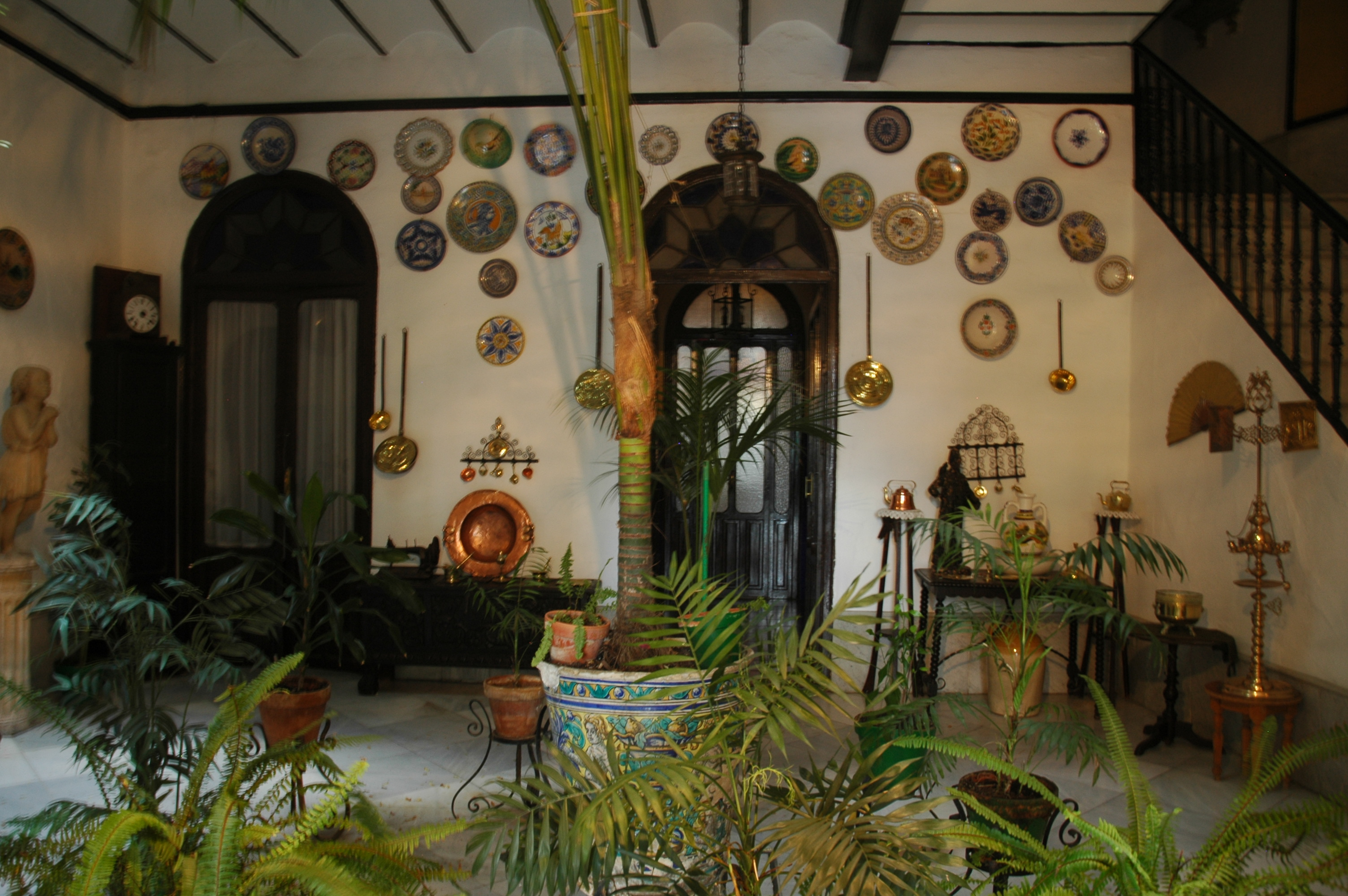
L'intérieur d'une cour dans le quartier de Triana, Séville

En venant du centre de Séville, Triana est accessible par trois ponts. Le pont le plus au nord est le pont du Christ de l'Expiration, dont le prolongement vers l'ouest sépare Triana du district de La Cartuja. Le pont le plus au sud est le pont de San Telmo, prolongé vers le sud-ouest par l'avenue de la République Argentine (avenida de la República Argentina), qui sépare Triana du district de Los Remedios. Entre deux se trouve le pont Isabelle II, que les Sévillans appellent pont de Triana, qui atteint la Plaza del Altozano et qui se prolonge vers l'ouest par l'Avenida de San Jacinto.
A l'entrée de Triana, au niveau de la pile du pont Isabelle II, se trouve depuis 1928 la Chapelle du Carmel (Capillita de la Virgen del Carmen), bâtie par Aníbal González, qui contient un retable de Notre-Dame du Carmel. Le style de la chapelle n'est pas sans rappeler celui d'autres œuvres du même architecte datant de l'Exposition ibéro-américaine de 1929, comme la Place d'Espagne.
Sur la Plaza del Altozano, regardant le centre de Séville, est érigée la statue du torero de Triana Juan Belmonte, œuvre de 1972 de Venancio Blanco. Au travers d'une ouverture dans son torse, on peut voir les arènes, de l'autre côté du fleuve. Au nord de la Plaza del Altozano se trouve le marché de Triana. Il est situé à l'emplacement du Château de Saint-Georges (Castillo de San Jorge) construit par les Almohades au Xe siècle, qui fut le siège de l'Inquisition espagnole à partir de 1481 avant d'être abandonné en 1785, notamment à cause des crues à répétition du Guadalquivir. La rénovation du marché dans le contexte de l'Exposition universelle de 1992 mit au jour les ruines du château ainsi qu'un cimetière almohade. Le marché accueille à ses côtés depuis 2009 un musée retraçant l'histoire du château et de l'Inquisition espagnole à Séville.
Juste au nord du marché, entre la rue Castilla et la promenade de Nuestra Señora de la O, se trouve le callejón de la Inquisición, littéralement passage de l'Inquisition, qui était, avant la découverte des ruines du château, l'unique témoin visible de l'ancien tribunal inquisitorial de Triana. Plus loin sur la rue Castilla, en direction du nord-ouest, se trouve l'église de Nuestra Señora de la O, siège de la confrérie du même nom, construite entre 1697 et 1702. Prolongeant la rue Castilla vers l'ouest se trouve la Ronda de los Tejares. Au début de cette rue est érigée la Chapelle du Patrocinio, où se trouve la statue du Christ de l'Expiration, sculptée en 1682 par Francisco Antonio Ruiz Gijón. Le modèle de ce Christ aurait été un gitan mourant, connu pendant sa vie sous le surnom d'El Cachorro (littéralement le Chiot). Ce surnom est par extension devenu celui du Christ de l'Expiration et celui du pont du Christ de l'Expiration, situé juste à côté. El Cachorro est également le nom de la confrérie de la chapelle du Patrocinio.
De la Plaza del Altozano, en direction du sud-ouest, part la rue de San Jacinto, ancienne voie de communication privilégiée avec El Aljarafe. Elle doit son nom à l'église de San Jacinto, partie de l'ancien convent du même nom, construit en 1676 pour les Dominicains par l'architecte Matías de Figueroa.
Partant au sud-est de la place del Altozano se trouve la rue Pureza. On y trouve l'église de Santa Ana. De style gothico-mudejar, ordonnée par le roi Alphonse X, sa construction est débutée en 1276 et est ainsi la plus ancienne de Séville. Elle fut détruite par le tremblement de terre de Lisbonne en 1755 et fut partiellement reconstruite. Dans la même rue se trouve la chapelle des Marins (Capilla de los Marineros), siège de la confrérie de la Esperanza de Triana. Durant la Semaine sainte, cette confrérie, sort durant la Madrugá, la nuit de jeudi à vendredi saint, point culminant de la semaine.
Le district longe le Guadalquivir, au nord par la promenade de Nuestra Señora de la O, pavée et piétonne puis, au sud-est du pont Isabelle II par la rue Betis, qui doit son nom au nom du Guadalquivir à l'époque romaine. Parallèle à la rue Pureza, elle part également de la Plaza del Altozano.

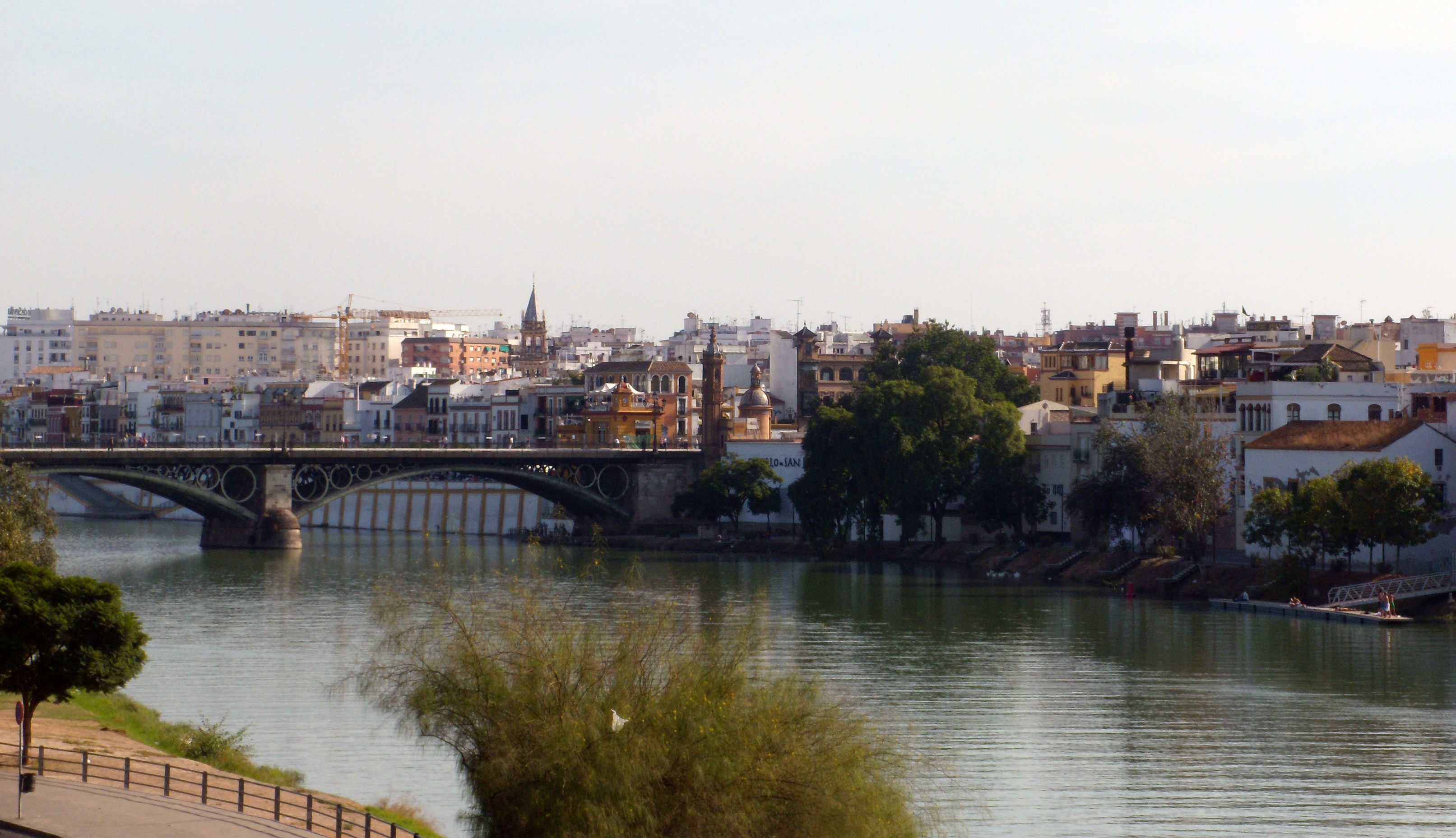
Le district de Triana, le pont Isabelle II et le Guadalquivir. Au centre de la photo peut être vu la Chapelle du Carmel, au-dessus du musée du château de San Jorge. Le clocher à sa gauche est celui de l'église de Santa Ana. Au fond, tout à gauche, se trouvent les immeubles du district de Los Remedios
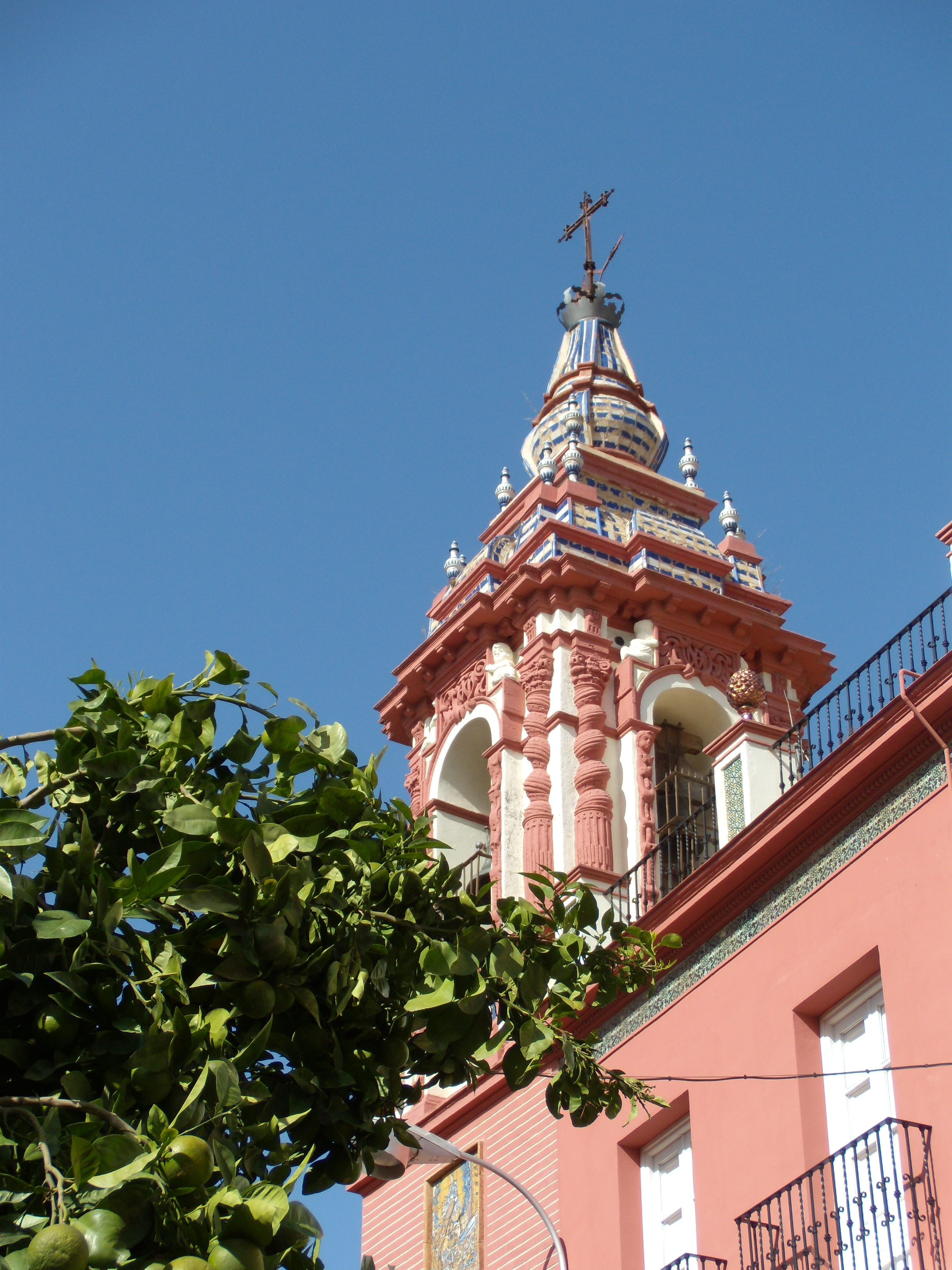
Le clocher de l'église Nuestra Señora de La O
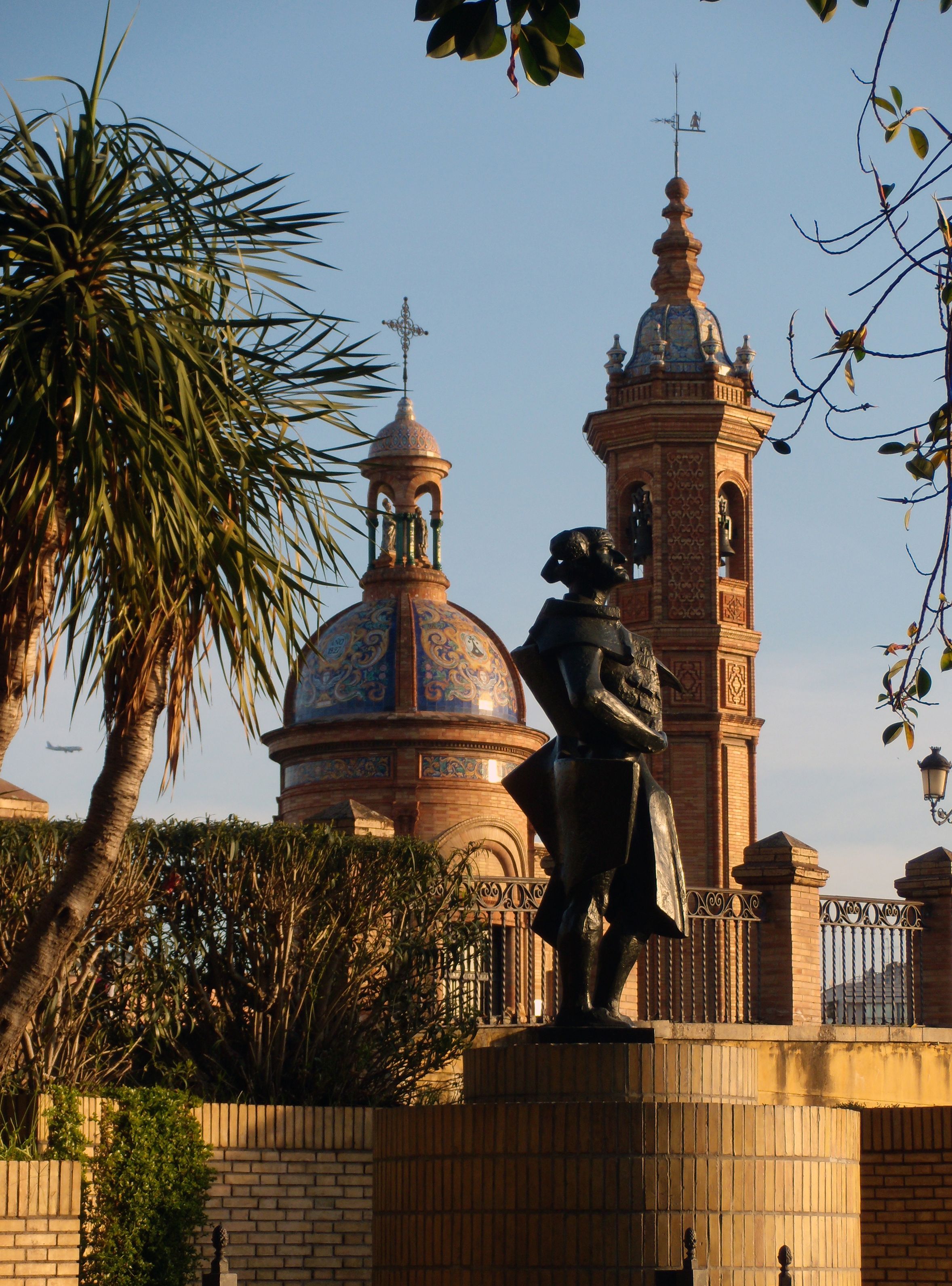
La statue de Juan Belmonte et la Chapelle du Carmel

## Communications
Les principales artères routières de Triana sont:
- Axe nord-sud
  - La Ronda de los Tejares et la ceinture Muro de Defensa, passant à l'ouest du district,
  - La Ronda de Triana/rue López de Gomara, reliant l'avenue Odiel au nord et l'avenue de la République Argentine au sud
  - La rue Pagés del Corro, parallèle au Guadalquivir et croisant la rue San Jacinto au niveau de l'église de San Jacinto

- Axe est-ouest
  - La rue San Jacinto (perpendiculaire aux deux précédentes et partant du pont Isabelle II), prolongée vers l'ouest par l'avenue de Coria et vers le sud-ouest par l'avenue Alvar Núñez. Son tronçon entre la Plaza del Altozano et la rue Pagés del Corro est piétonne.
  - La rue San Vicente de Paúl, partant de la rue Pagés del Corro en direction du sud ouest.

De plus, plusieurs lignes de bus de la compagnie Tussam desservent le district:
- Ligne C1 (circulaire extérieure): Triana - La Cartuja - Barqueta - Santa Justa - Prado - Los Remedios
- Ligne C2 (circulaire extérieure): Triana - Los Remedios - Prado - Santa Justa - Barqueta - La Cartuja
- Ligne C3 (circulaire intérieure): Triana - Plaza de Armas - Barqueta - Puerta Osario - Prado
- Ligne 5: Puerta de Triana - Prado - Gran Plaza - Santa Aurelia
- Ligne 6: San Lázaro - Los Remedios - Reina Mercedes - Ciudad Sanitaria
- Ligne 40: Plaza de la Magdalena - Triana - El Tardón
- Ligne 43: Plaza de la Magdalena - Triana - El Turruñuelo

## Manifestations et événements

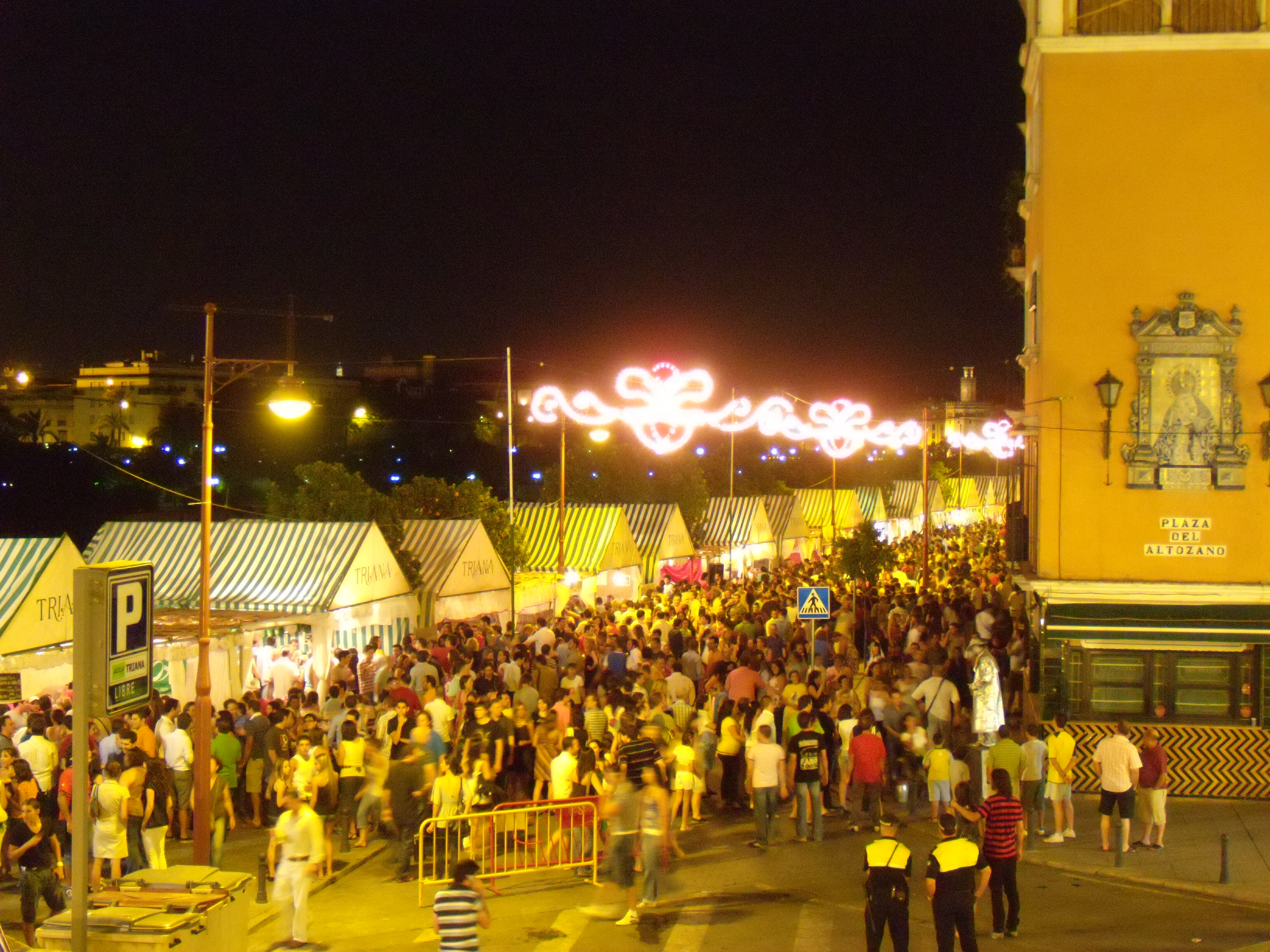
La rue Betis pendant la Velá de Santa Ana

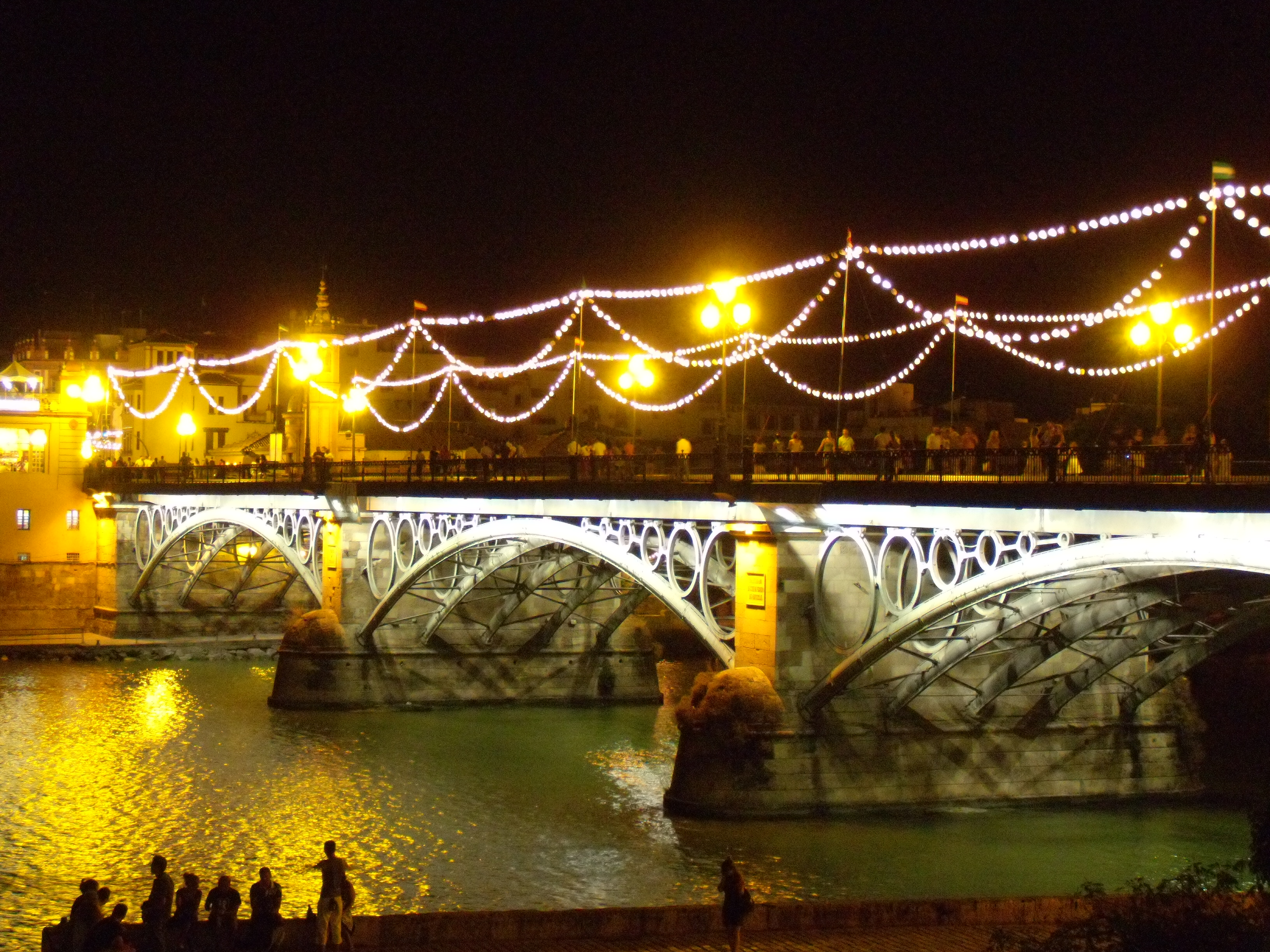
Le pont de Triana décoré pour la Velá de Santa Ana

### Velá de Santa Ana
La Velá de Santa Ana (littéralement veillée de Sainte Anne) est une fête célébrée chaque année du 21 au 26 juillet en l'honneur de sainte Anne et saint Jacques. Son origine remonte à un ancien pèlerinage de la Paroisse Royale de Santa Ana, datant du XIIIe siècle. Pour l'occasion, le pont de Triana est entièrement décoré de lampions. Parmi les traditions de cette fête, mentionnons un marché de poterie, des concours de pêche, des courses de canoë-kayak, des concerts et des représentations et des concours de sevillana sur la Plaza del Altozano, l'installation sur la rue Betis de nombreuses terrasses sous tentes et la cucaña, qui consiste pour les jeunes hommes à atteindre en marchant l'extrémité d'un mât de cocagne graissé, fixé à l'horizontale sur la proue d'un bateau. De plus, le 25 juillet, jour de la saint Jacques, a lieu la Clásica Memorial Antonio Rodríguez Zeppelín, course cycliste de 115 km partant et arrivant sur la Plaza del Altozano.
Il s'agit également d'une fête religieuse, avec cultes et offrandes aux deux saints dans l'église Santa Ana. La dernière nuit est celle de la veillée de sainte Anne. À minuit a lieu la cérémonie de los Gozos de la Señá Santa Ana. La fanfare de cornets et de tambours de la confrérie du Cristo de las Tres Caídas interprète los Gozos depuis la tour de l'édifice. Le concert se termine par les cloches de l'église, puis par l'ouverture de ses portes.
Le 26 juillet ont lieu à 7h30 la prière du Rosario de la Aurora, avec l'icône de Notre-Dame du Carmel, et à 11h la première eucharistie du jour de sainte Anne. L'office religieux le plus important n'a malgré tout lieu que le soir à l'église Santa Ana.

### Semaine sainte
Durant la Semaine sainte, cinq confréries de Triana défilent dans les rues de Séville:
- Confrérie de La Estrella, le dimanche des Rameaux ;
- Confrérie de San Gonzalo, le lundi ;
- Confrérie de la Esperanza de Triana, durant la Madrugá, la nuit de jeudi à vendredi saint ;
- Confrérie de El Cachorro, le vendredi saint ;
- Confrérie de La O, le vendredi saint.

## IllustresTrianeros
- Rodrigo de Bastidas, conquistador, découvreur de la Colombie et de Panama ;
- Juan Belmonte, matador ;
- Gitanillo de Triana, matador ;
- Cagancho, matador ;
- Emilio Muñoz, matador ;
- Antonio Canales, danseur de flamenco et acteur de cinéma ;
- María Jiménez, chanteuse ;
- Lole y Manuel, groupe espagnol de flamenco ;
- Isabel Pantoja, chanteuse et actrice ;
- Paquita Rico, actrice ;
- Carmen Tórtola Valencia, danseuse et chorégraphe;
- Rodrigo de Triana, marins de Christophe Colomb ;
- Naranjito de Triana, chanteur de musique flamenco ;
- Paz Vega, actrice.

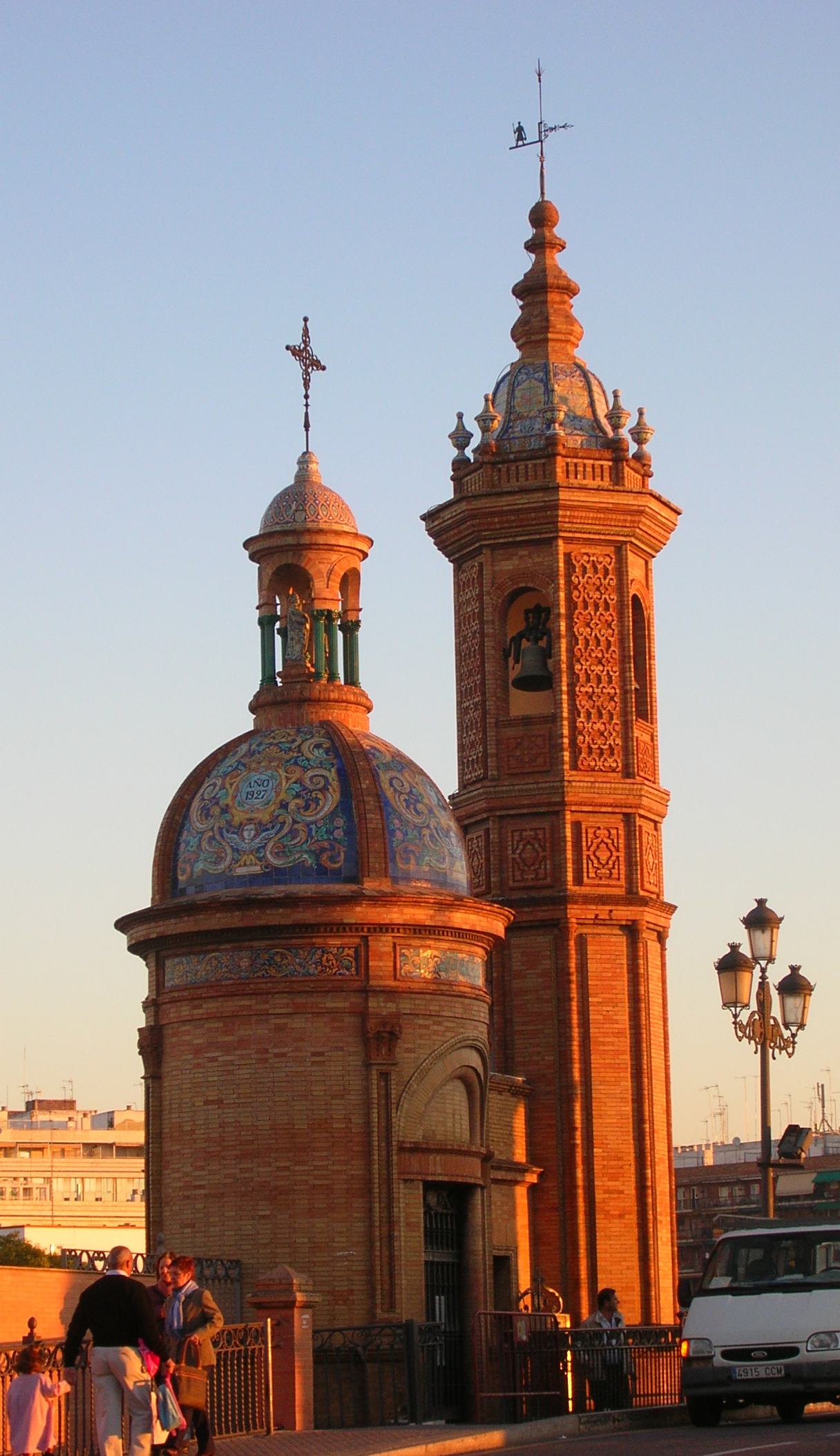
La Chapelle du Carmel, situé au bout du pont Isabelle II
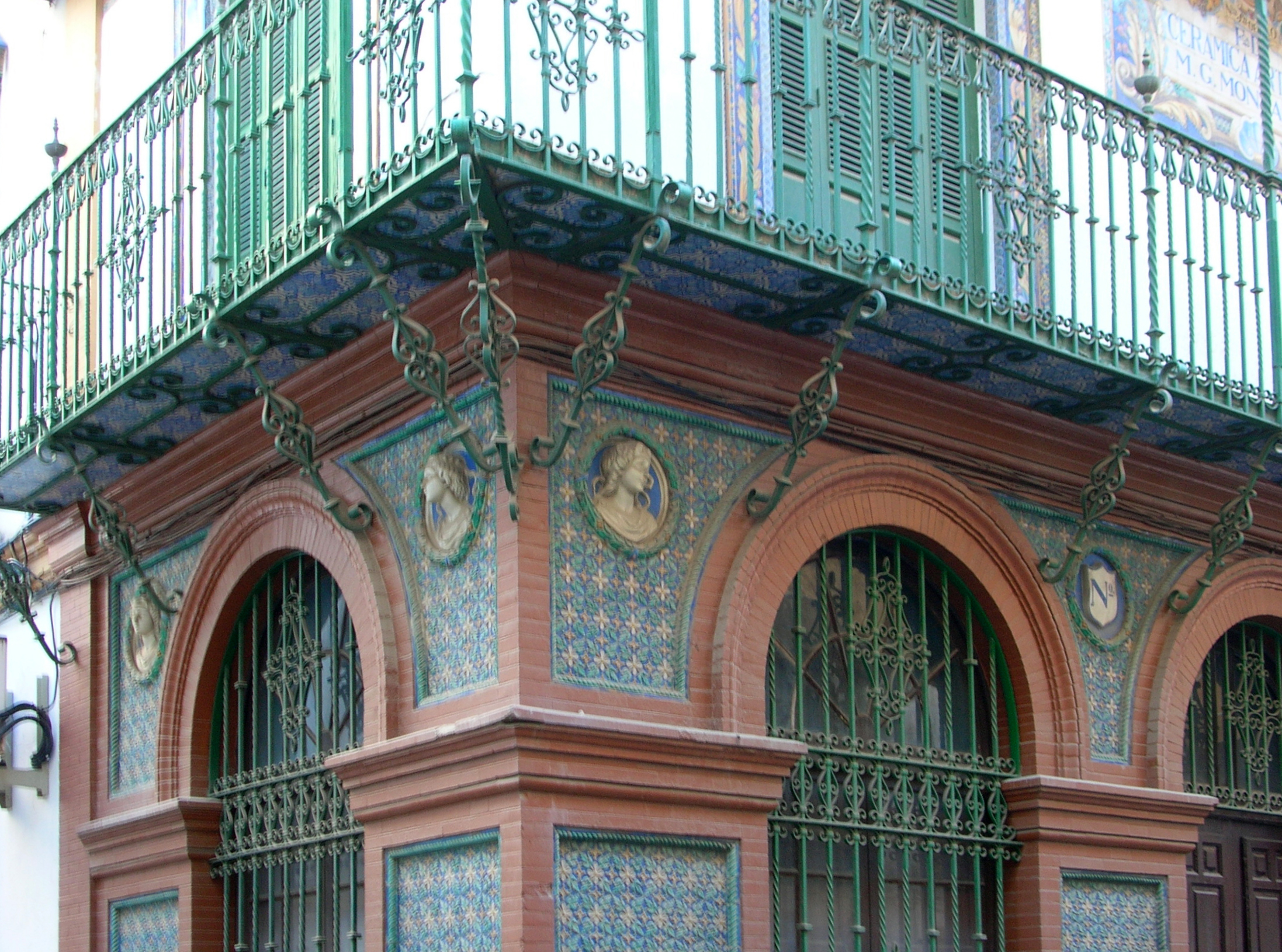
Détail d'une maison typique de Triana, décorée d'azulejos
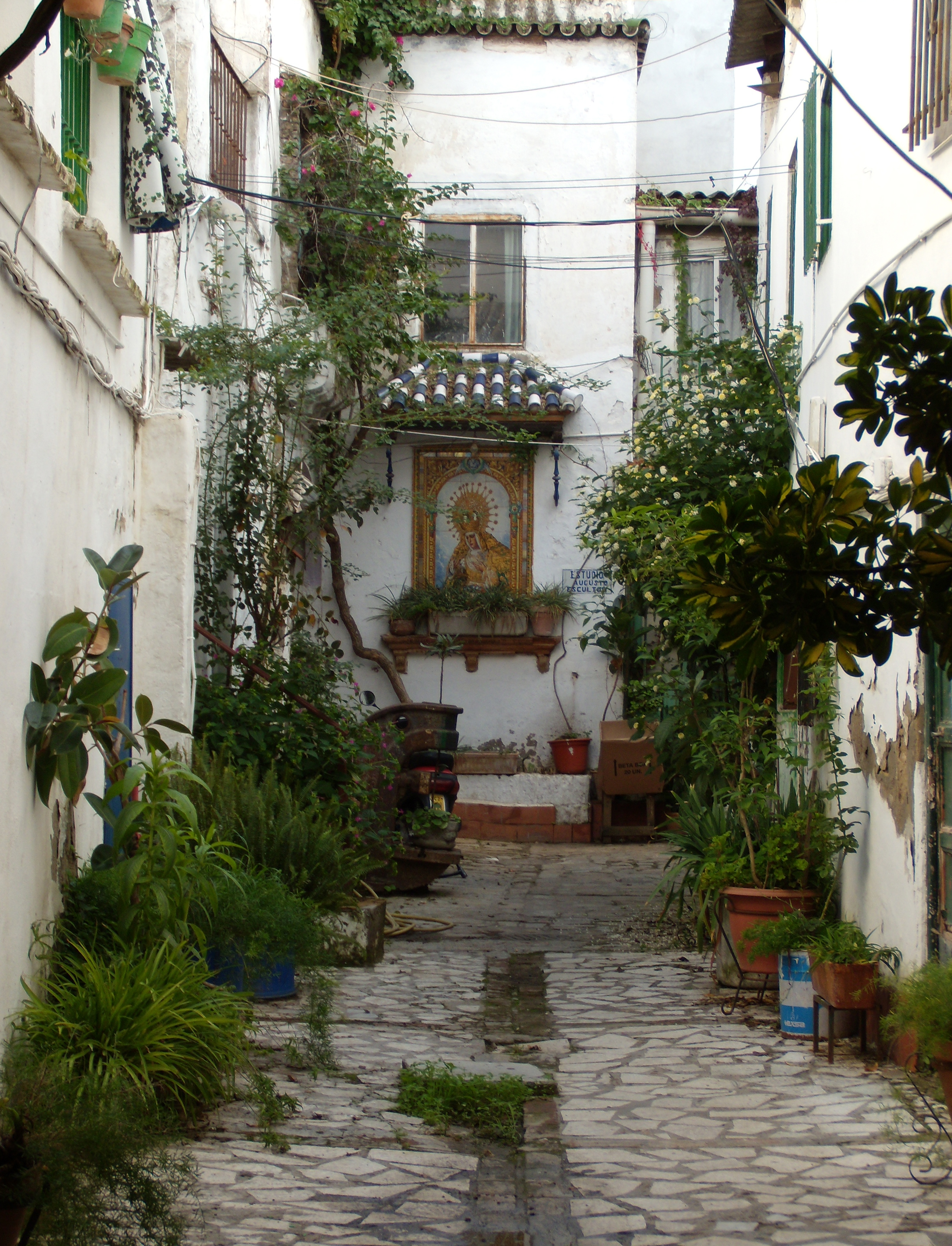
Un patio de Covadonga, au cœur de Triana

## Sources
- (es) Cet article est partiellement ou en totalité issu de l’article de Wikipédia en espagnol intitulé « Triana (Sevilla) » (voir la liste des auteurs).